# Szlovén–Horvát–Szerb Állam
A Szlovén–Horvát–Szerb Állam (szlovénül: Država Slovencev, Hrvatov in Srbov, horvátul: Država Slovenaca, Hrvata i Srba, szerbül: Држава Словенаца, Хрвата и Срба) egy rövid életű állam volt a Balkánon, az első világháború végén széthulló Osztrák–Magyar Monarchia egykori területén. Az állam még 1918-ban megszűnt, csatlakozott a Szerb Királysághoz.

## Az állam neve
Az állam az első világháború után jött létre, az Osztrák–Magyar Monarchia déli, délnyugati területeiből: Dalmácia, Bosznia-Hercegovina, Horvátország, Krajna, Isztria, Vajdaság.

## Megalakulása
Az állam hivatalosan 1918. október 29-én jött létre. A kormányzati szerve a Nemzeti Tanács volt, melyben a legjelentősebb politikusok foglaltak helyet. Az elnök a szlovén dr. Anton Korošec. Két alelnök volt, a szerb Svetozar Pribićević és a horvát dr. Ante Pavelić (aki nem azonos azzal az Ante Pavelićcsel, aki vezetője volt a második világháború alatti horvát államnak). Az állam létrejötte az Osztrák–Magyar Monarchia szétesésével párhuzamosan történt meg, 1918. november 24-én azonban a Szerémség, november 25-én pedig a Vajdaság kiszakadt a nemrég létrejött államból és csatlakozott a Szerb Királysághoz.

## Csatlakozás a Szerb Királysághoz
A Nemzeti Tanács a Vajdaság és Szerémség Szerbiához való csatlakozása után kimondta az állam csatlakozását a Szerb Királysághoz, ami ekkor már a korábbi Szerbia, Montenegró, Vajdaság és Szerémség területeiből állt. A Szerb–Horvát–Szlovén Királyság hivatalosan 1918. december 1-jén jött létre.